# Ford Mainline
La Ford Mainline est une automobile qui a été produite par Ford aux États-Unis dans les années modèles 1952 à 1956. Elle a été présentée en tant que niveau de finition de base de la gamme Ford de 1952 sous les Ford Customline et Ford Crestline. La Mainline a conservé sa position dans la gamme redessinée des Ford de 1955 mais a été abandonnée de la gamme des modèles Ford de 1957 lorsque la Ford Custom est devenue le nouveau modèle de base.
La Mainline était proposée en versions berline 2 portes, berline 4 portes, coupé 2 portes et break 2 portes. Le break était commercialisé sous le nom de Mainline Ranch Wagon, d'abord exclusif à la gamme Mainline puis secondé par un Ranch Wagon moins dépouillé en finition Customline. Le Ranch Wagon quitte la gamme Mainline pour l'année modèle 1955 lorsque tous les breaks Ford sont devenus des modèles à part. Les Mainline étaient disponibles avec des moteurs six cylindres en ligne et V8.
En 1957, les anciens noms de modèle Mainline et Customline sont remplacées par Custom et Custom 300.

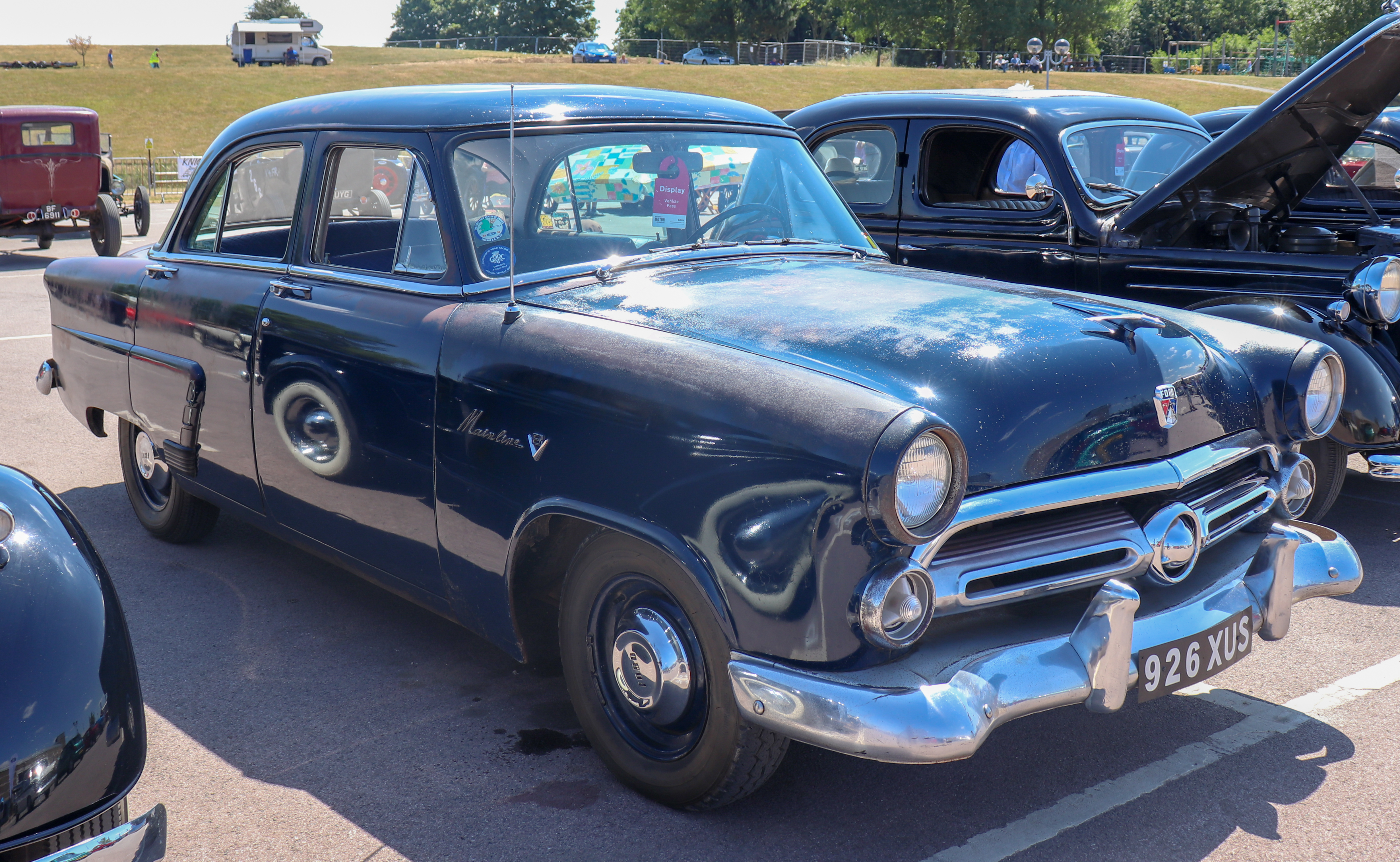
Berline de 1952 (en Angleterre).
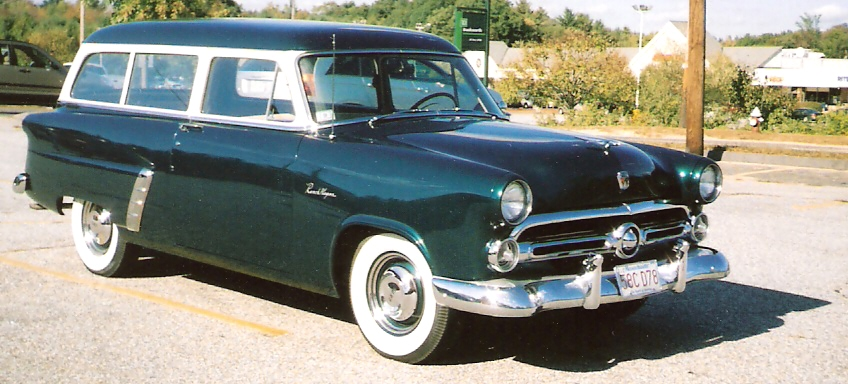
Ranch Wagon de 1952 (avec teinture bi-ton et chromes additionnels normalement réservés aux Customline).
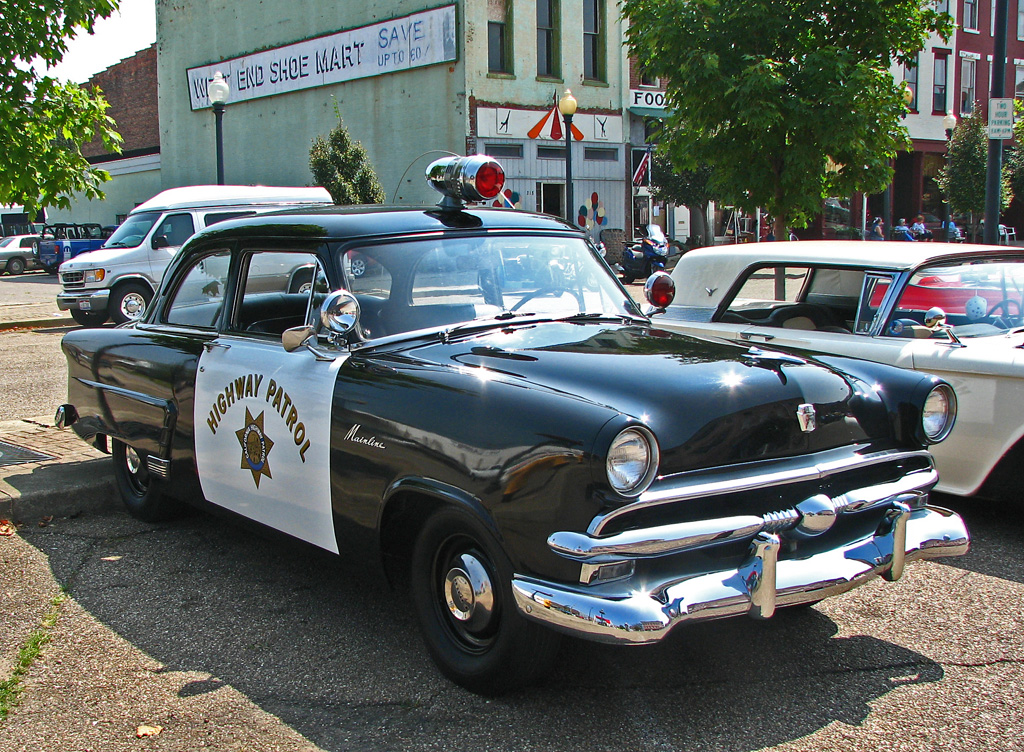
Coupé deux portes de 1953 (California Highway Patrol).
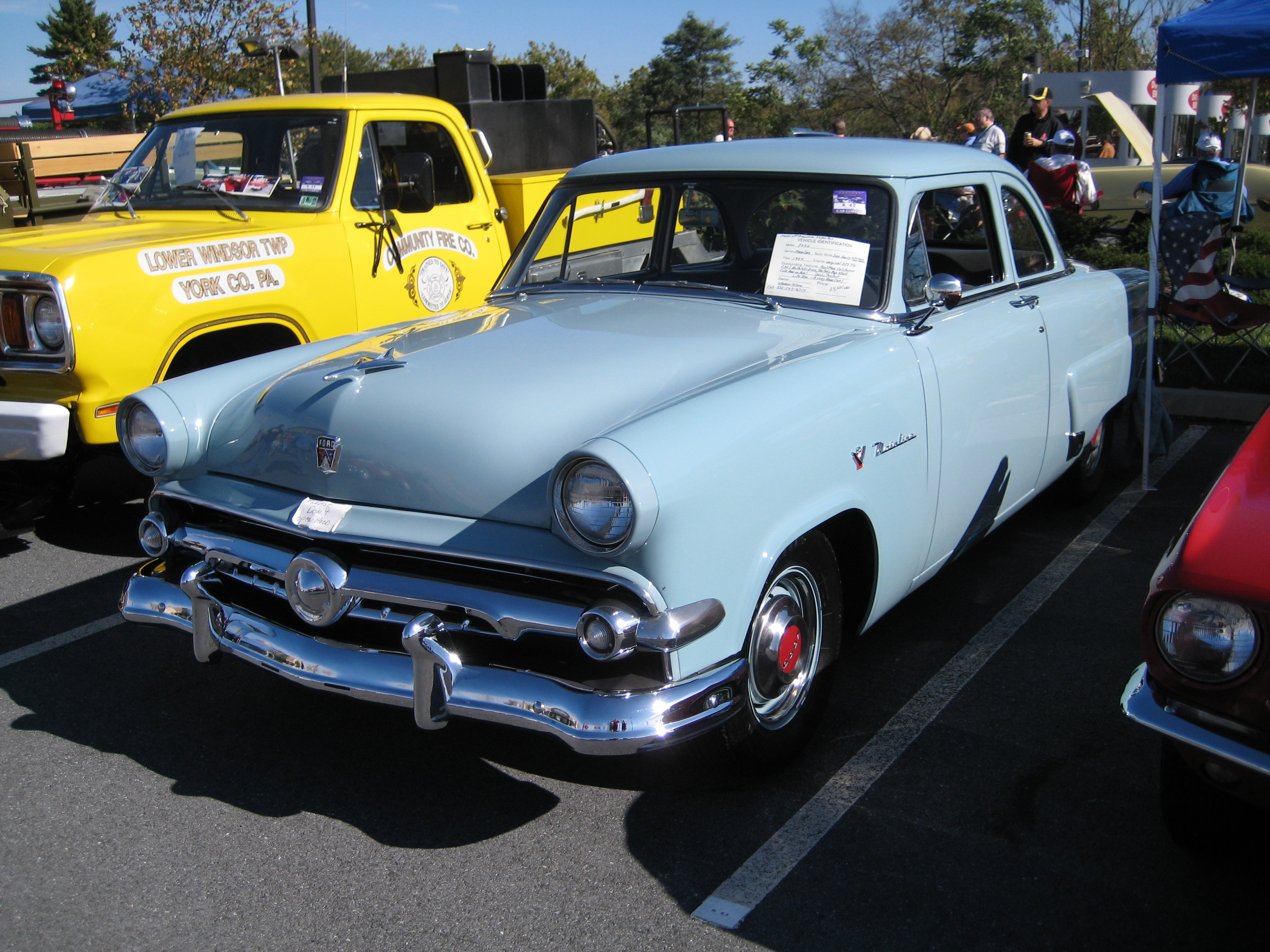
Coupé "Business" de 1954.
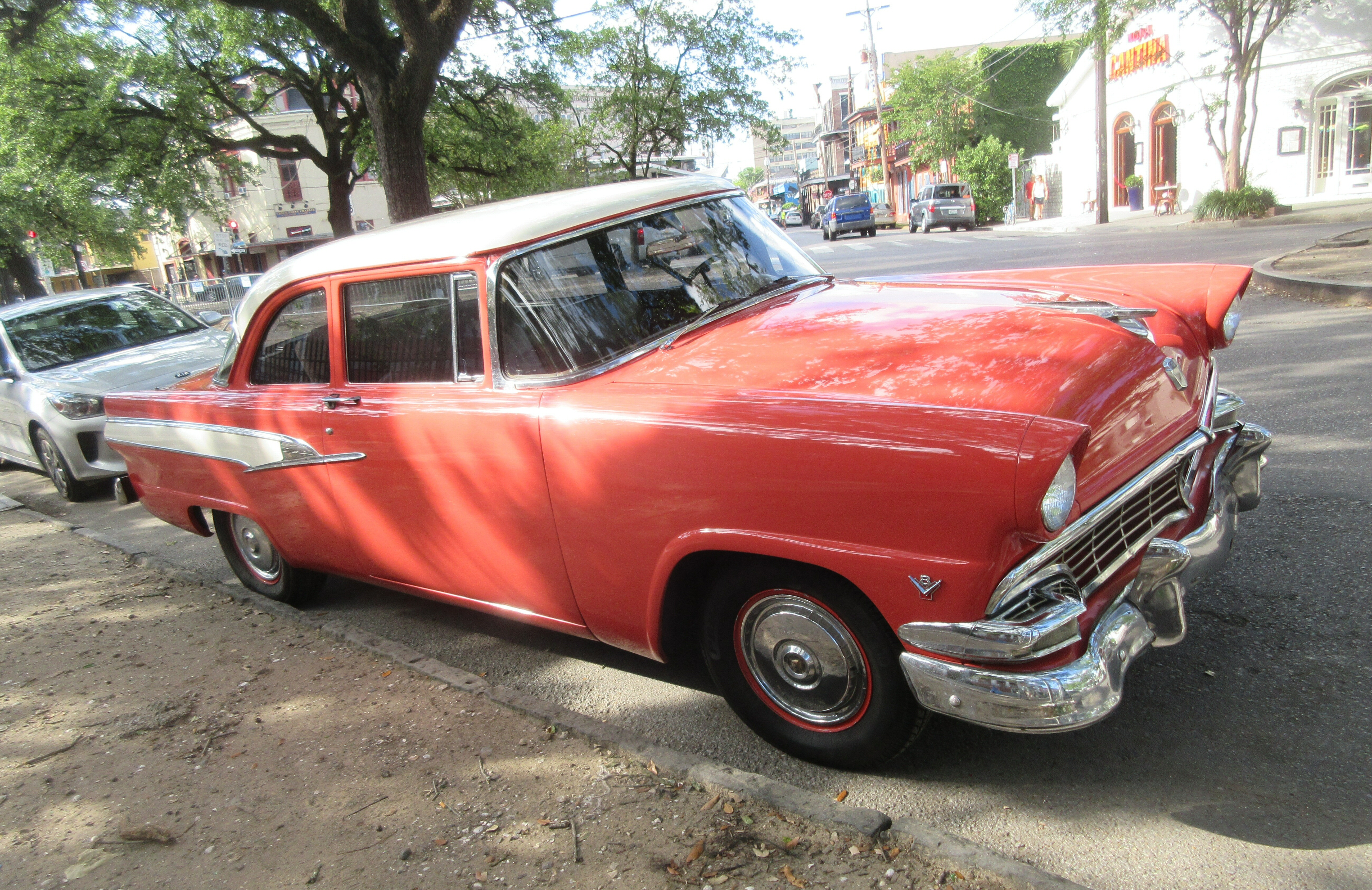
Berline deux portes de 1956.
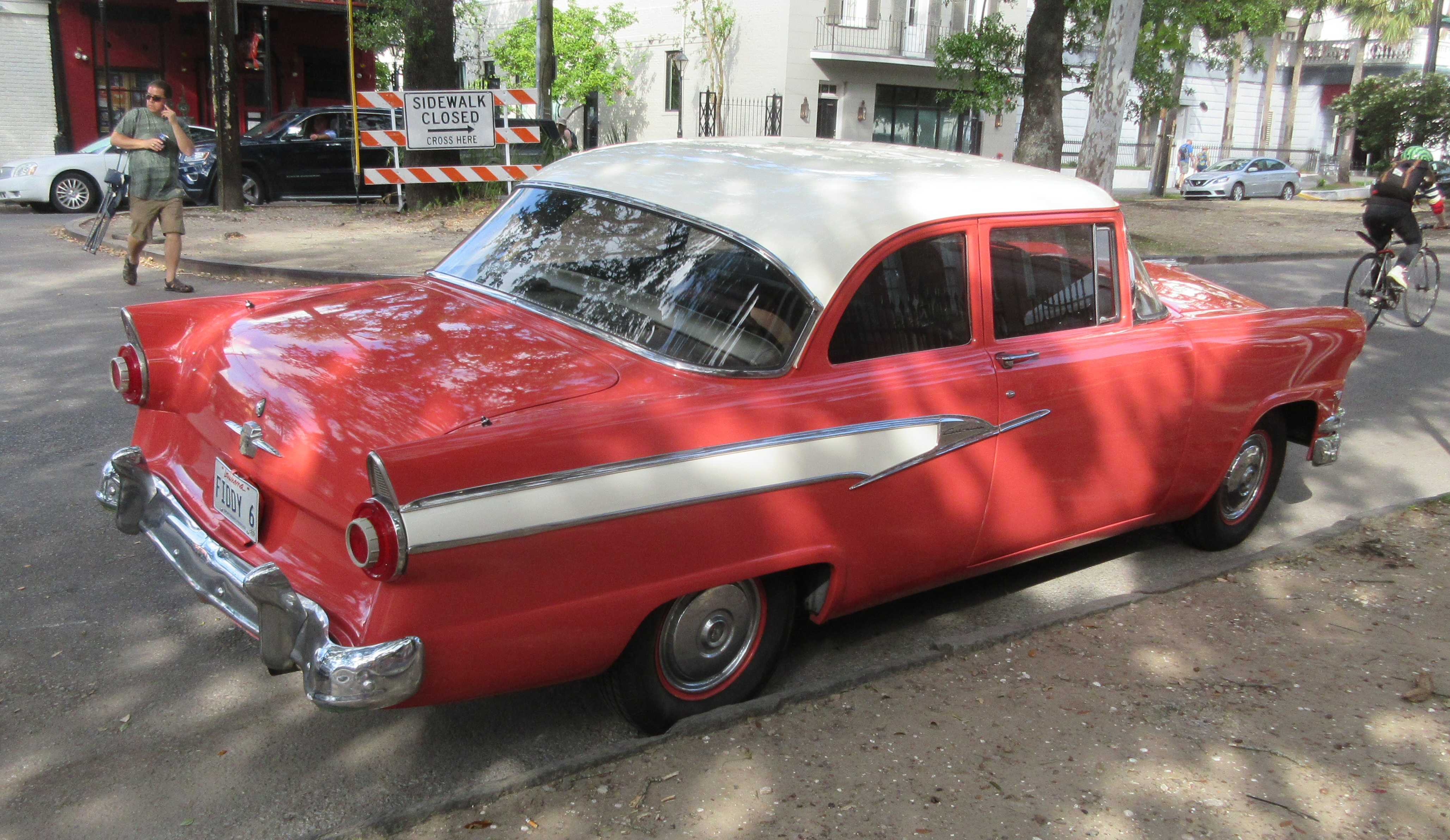
Pour la première fois, un liseré chromé est installé de série et une carrosserie bicolore est en option.

## Utilitaire australien Ford Mainline
L'Australie et la Nouvelle-Zélande commercialisait à la fois des Ford anglaises et américaines, de grand gabarit, assemblées en Australie en s'appuyant sur quelques composants importés. Contrairement au marché américain, la gamme était plus restreinte avec seulement des berlines quatre portes (normalement réservées à la gamme Customline) et des coupés utilitaires : un modèle typiquement australien combinant un avant d'automobile avec une partie pick-up.
En dehors de quelques breaks, développés localement, la gamme Mainline était réservé à cette version utilitaire coupé 2 portes développée localement sur base de la berline Ford Customline de 1952.Utilisant un châssis de break importé avec un renfort en X développé à la base pour les cabriolet Ford Sunliner ajouté pour une résistance de charge supplémentaire, il était vendu aux côtés de la berline Customline, les deux étant mis à jour chaque année jusqu'à l'arrêt de la production en 1959. L'année suivante, le premier utilitaire Ford Falcon occupait la place du Mainline utilitaire coupé dans la gamme Ford Australie. Commentaire: Ford a également vendu une version utilitaire de la Zephyr six anglaise dans les années 50 et c'était ce pick-up qui était plus proche en taille et en prix du premier Falcon pick-up. Le Mainline, comme la Customline, était un produit premium plus cher sur le marché australien. Le Mainline Utility était propulsé par une version australienne du moteur V8 à soupapes latérales Ford jusqu'à l'introduction du V8 OHV dans la gamme redessinée de 1955.

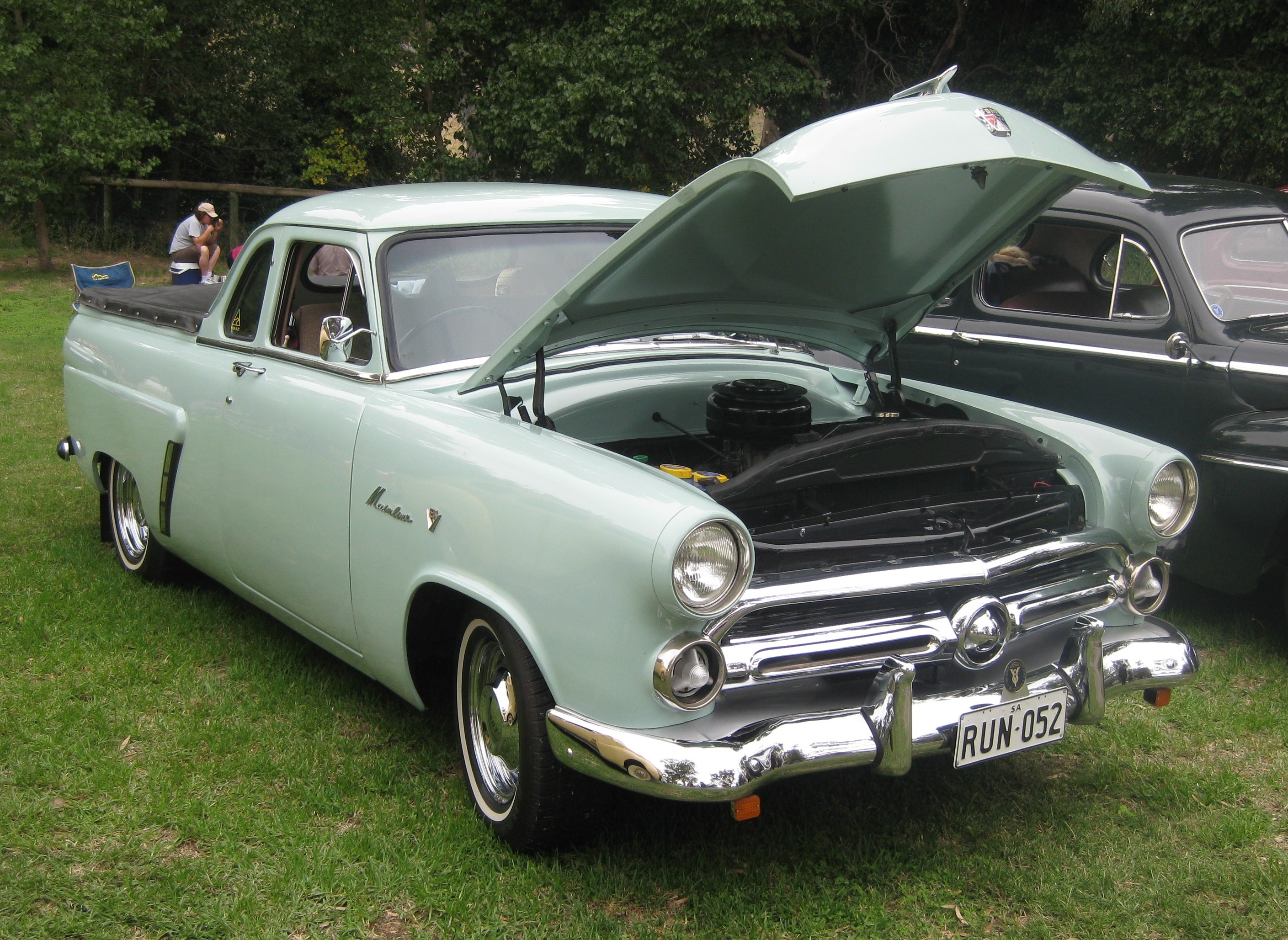
Ford Mainline Coupe Utility V8 de 1952.
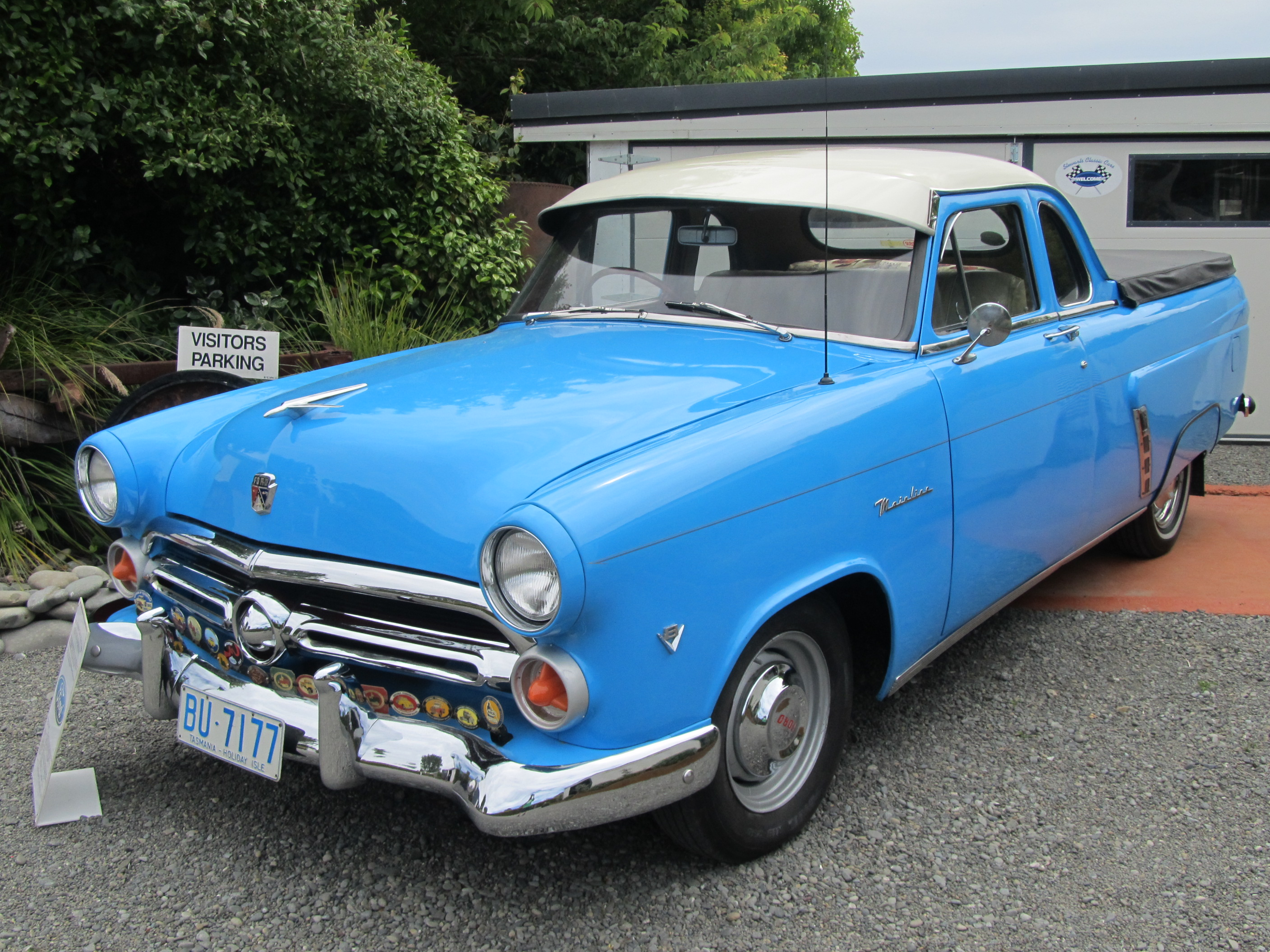
Ford Mainline Coupe Utility V8 de 1954.
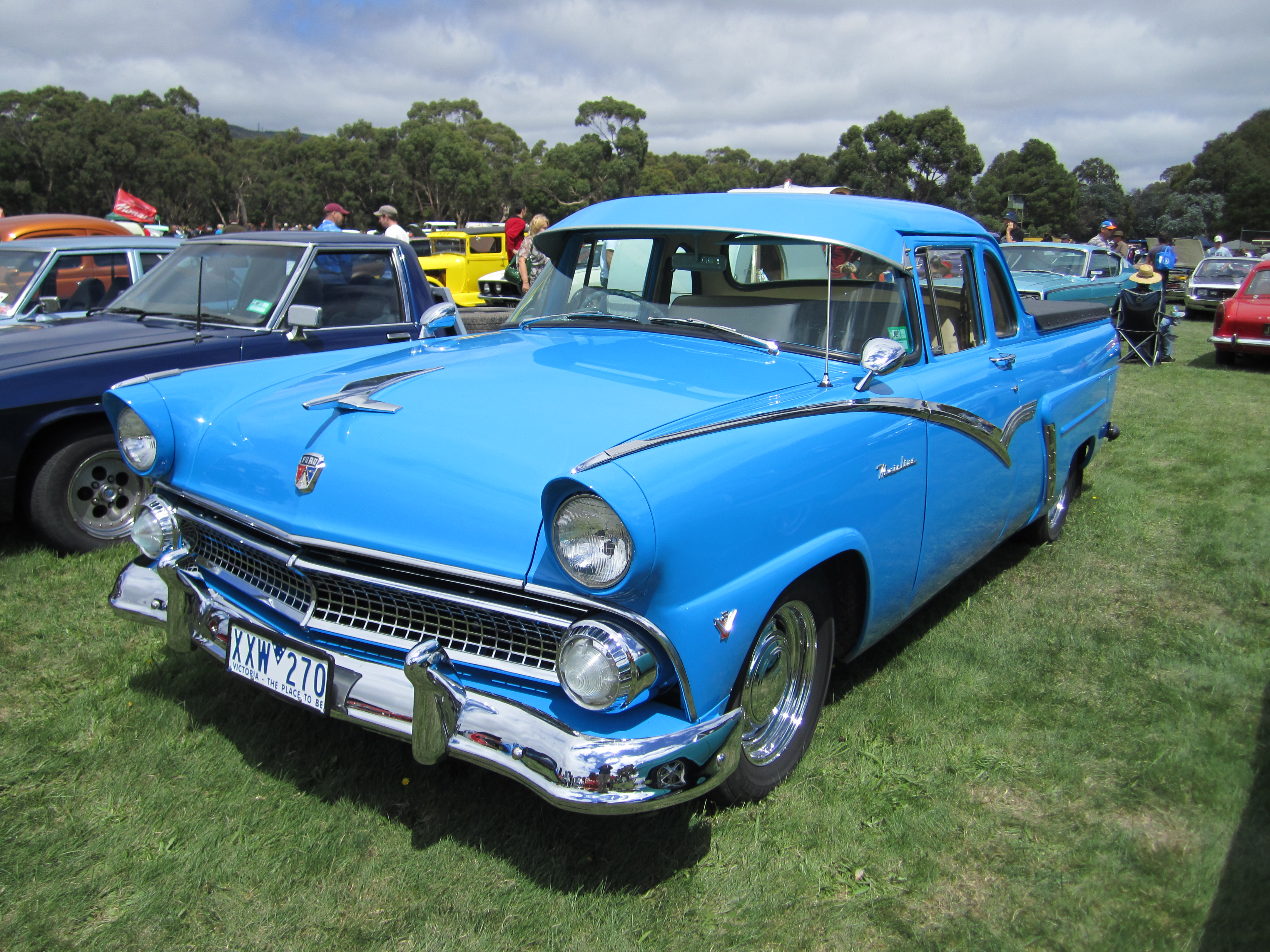
Ford Mainline Coupe Utility V8 de 1954.
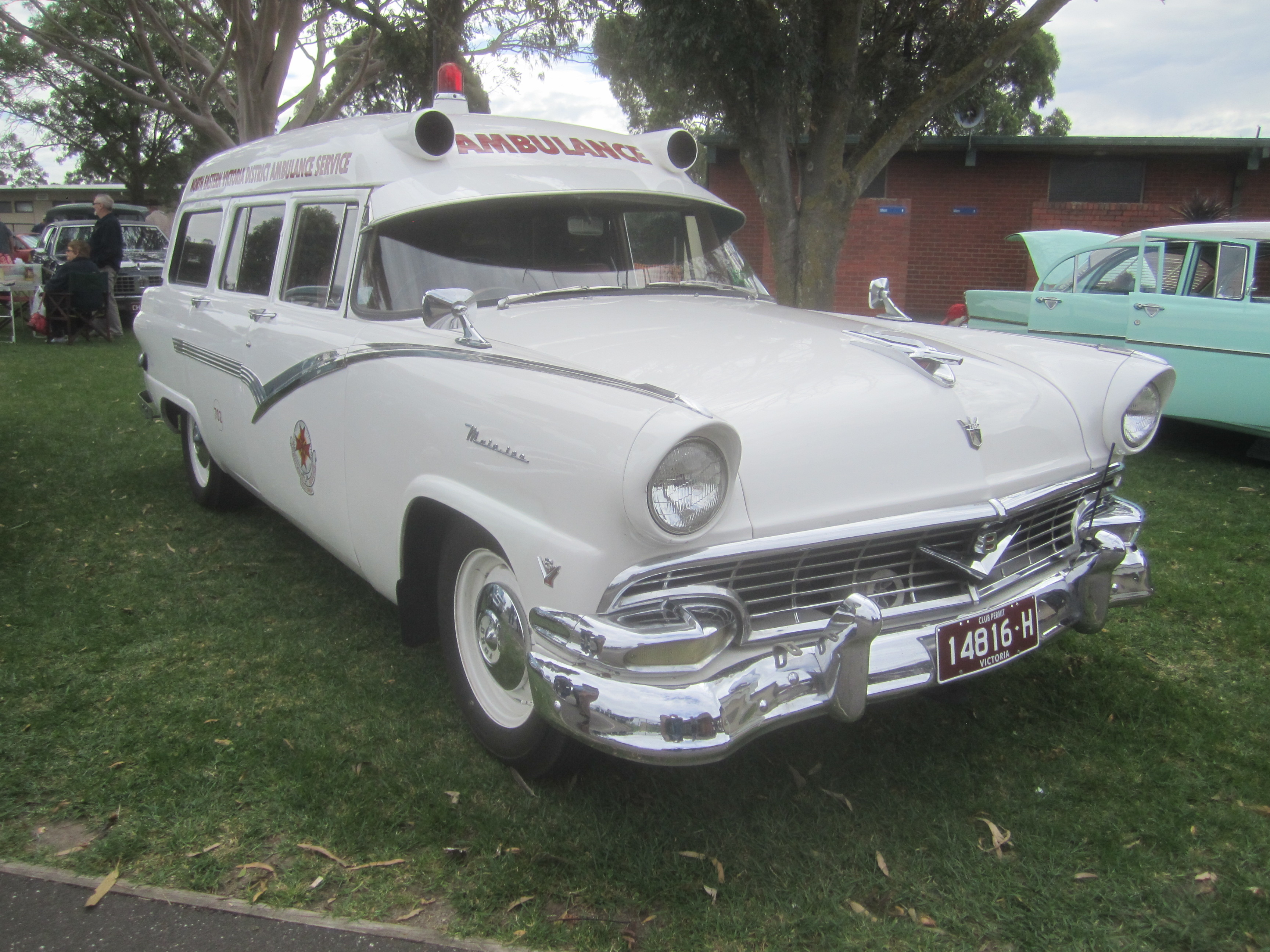
Ambulance de 1957 sur base Mainline.
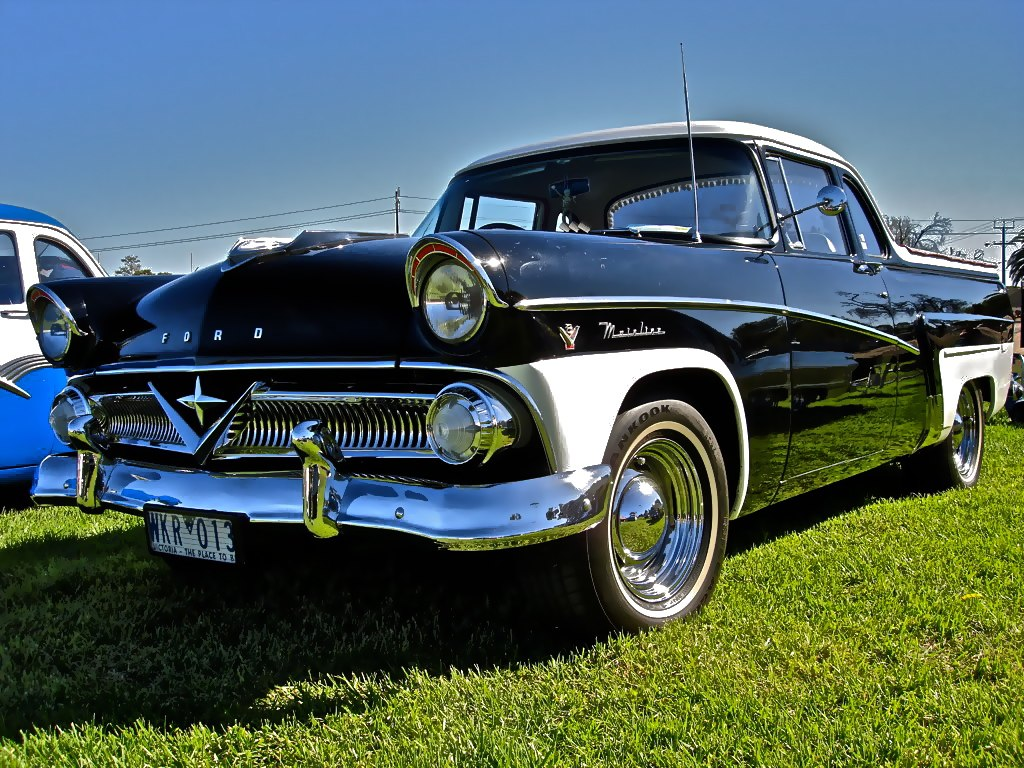
Ford Mainline Coupe Utility V8 de 1958.
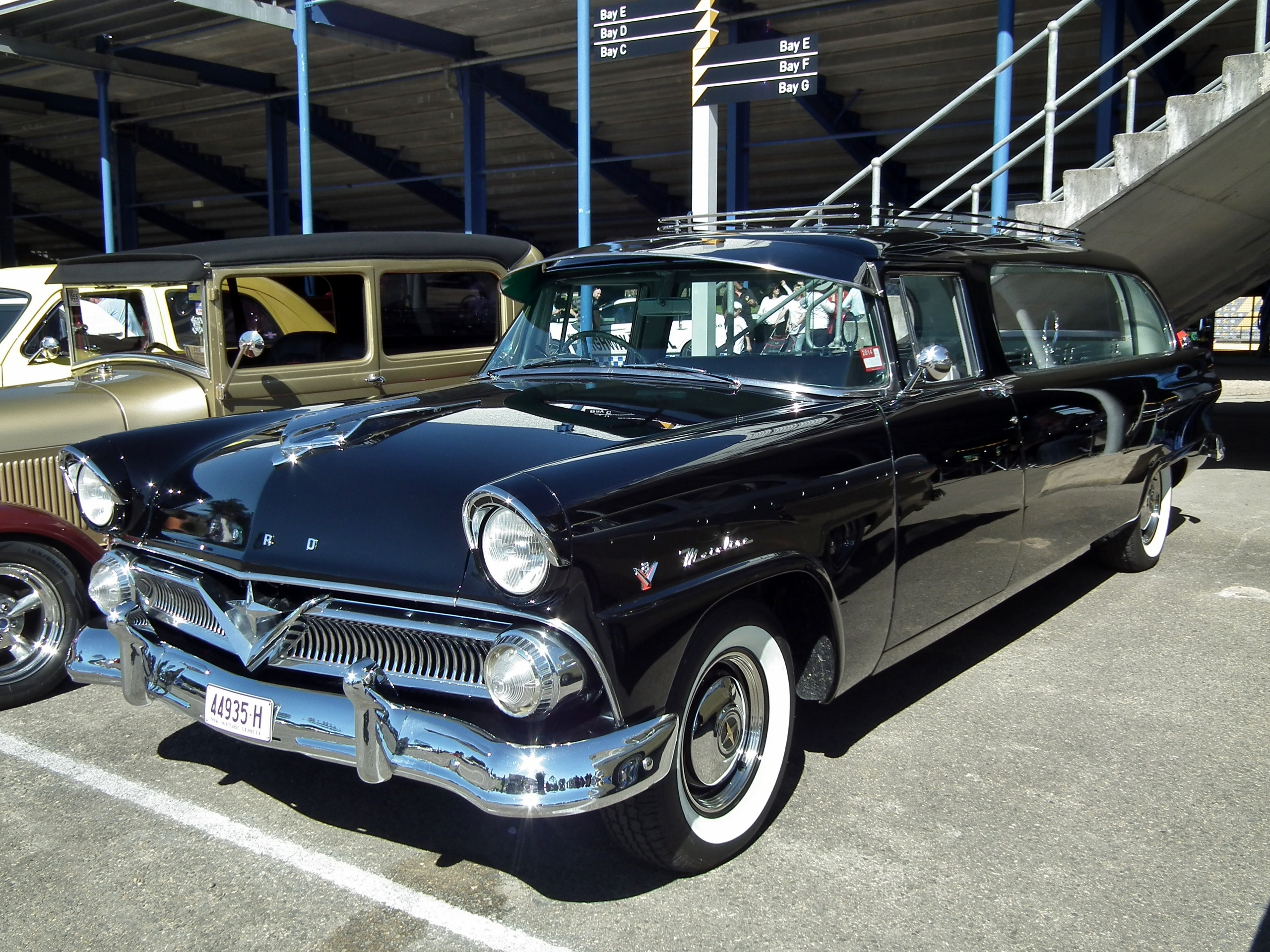
Corbillard sur un châssis rallongé de Mainline 1959.